# 口岸
出入境管制站是設有邊防檢查的邊界地點。在主要通商的口岸設置邊界關卡，包括海關、出入境管理及檢疫設施。
旅客需要護照、簽證等文件，在政府特定的口岸，獲得進出邊界有關國家的權利。
口岸是指由政府指定的對外出入境的邊界關卡。由官員執行出入境管制操施：檢查經海、陸、空三路出入境旅客的護照及/或簽證等出入境手續；檢查行李以阻止走私違禁品出入境。按照出入境的國境的交通方式划分，可將口岸分為港口口岸、陸路口岸和航空口岸。國際機場兼備為航空口岸。設有邊防檢查設施的港口便可成為港口口岸，提供船舶貨物和旅客進出國境。互通一個陸路口岸，須要與陸鄰國家的協商。
某些口岸，來自武裝力量的士兵執行出入境管制的職責，但出入境貨物管理繼續由海關關員執行。而有先進設施的口岸，電腦化旅客出入境手續提供予本地居民使用。例如：香港的e-道及澳門的自助過關通道、台灣桃園國際機場及高雄國際機場的電子護照查驗裝置（類似香港的e-道）。
某些國家並無設置口岸的概念。旅客及貨物可以隨時隨地進出邊界。某些國家甚至給予特定人士自由進出境的權利，或要在辦公時間在指定的邊界關卡進出邊境。

## 中國大陸
自2014年，中國大陸經中國國務院批准了285個口岸，當中位於沿海地區的有147個、位於沿邊地區的有109個、內陸地區的有29個。

## 澳門
2021年，澳門有9個航空、陸路或水路的：

## 香港
2025年，香港有13個航空、陸路或水路的出入境管制站
- 香港國際機場